# 过街楼

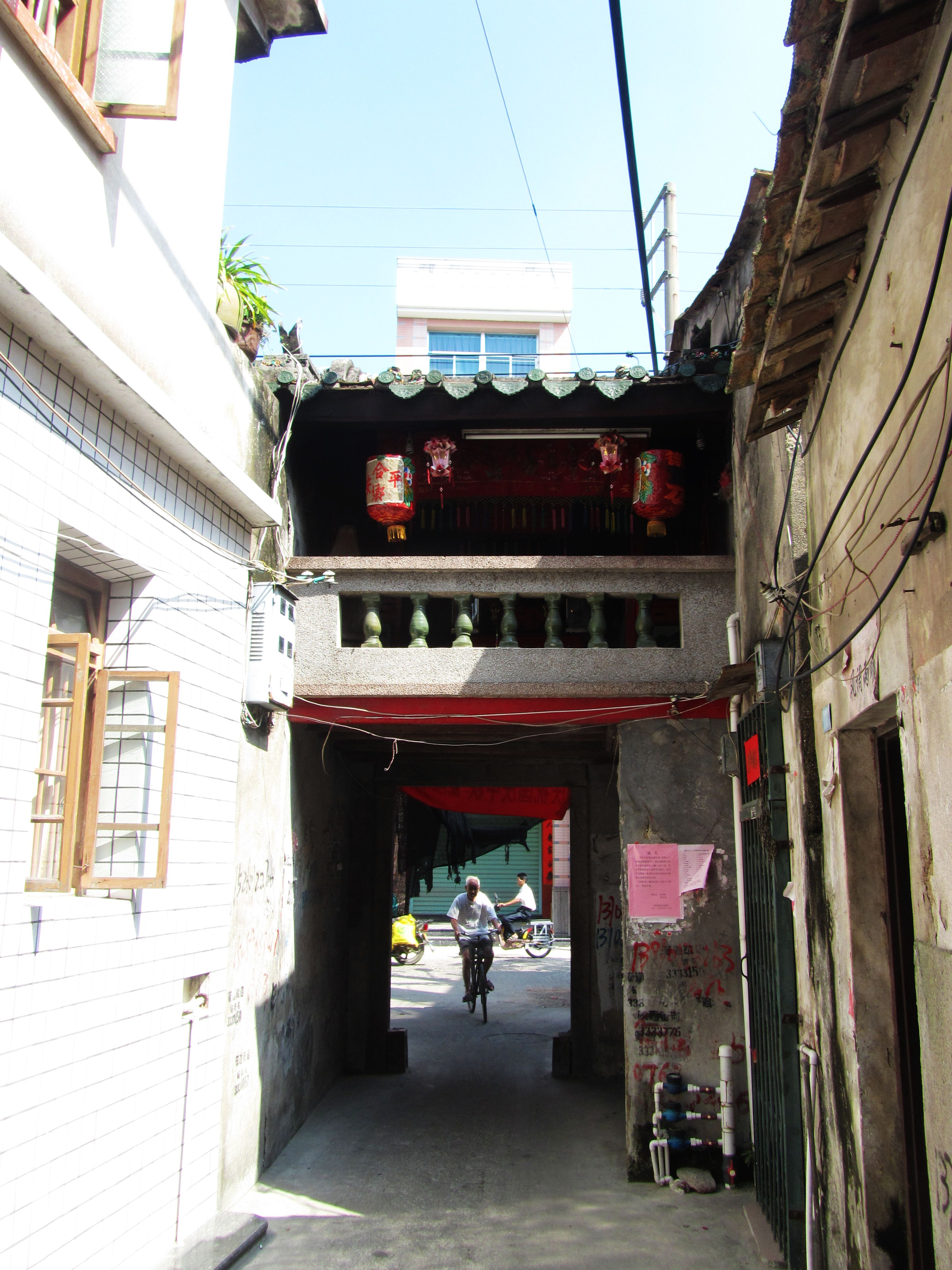
位于福建省漳州市诏安县中山东路小巷内的一座过街楼，其上建有庙宇。

过街楼为跨越街道巷弄上空，底层可以通行、内部可以停留的一类建筑物的统称，亦可指下面有道路穿过建筑空间的楼房。传统建筑中的过街楼通常与两侧的房屋相连接，或依托其屋墙架木铺设楼板而成，下辟门洞，上可置殿堂、住宅或仅作为通道使用。